# Echinopla angustata
Echinopla angustata (лат.) — вид муравьёв рода Echinopla из подсемейства формицины (Formicinae, Camponotini). Встречаются в Юго-Восточной Азии (Филиппины, остров Негрос, Negros Oriental Province).

## Описание
Среднего размера муравьи чёрного цвета (ноги и усики частично коричневые, лапки в апикальной части до красновато-коричневого цвета). Длина рабочих от 4,6 до 4,8 мм. Длина головы рабочих от 1,17 до 1,24 мм. Длина скапуса усика от 1,04 до 1,11 мм. Отличается удлинённой узкой грудкой и полипоровой структурой поверхности тела, сходной с порами кораллов. Голова субтрапециевидная, брюшко округлой формы. Тело покрыто короткими светлыми или сероватыми волосками. Покровы плотные, с грубой пунктировкой. Заднегрудка округлая без проподеальных зубцов, однако петиоль несёт сверху несколько шипиков. Усики у самок и рабочих 12-члениковые (у самцов усики состоят из 13 сегментов). Жвалы рабочих с 5 зубцами. Нижнечелюстные щупики 6-члениковые, нижнегубные щупики состоят из 4 сегментов. Голени средних и задних ног с одной апикальной шпорой. Стебелёк между грудкой и брюшком состоит из одного сегмента (петиоль). Вид был впервые описан в 2015 году австрийскими мирмекологами Herbert Zettel и Alice Laciny (Zoological Department, Natural History Museum, Вена, Австрия) и назван по признаку удлинённой грудки (лат. angustatus).